# Max Sandlin
Max Allen Sandlin, Jr. (Texarkana, 29 settembre 1952) è un politico statunitense, membro della Camera dei Rappresentanti per lo stato del Texas dal 1997 al 2005.

## Biografia
Nato in Arkansas, Sandlin studiò giurisprudenza alla Baylor University e dopo la laurea lavorò come magistrato nella contea di Harrison, per poi svolgere la professione di avvocato nel settore privato.
Entrato in politica con il Partito Democratico, nel 1996 decise di candidarsi alla Camera dei Rappresentanti per il seggio lasciato vacante da Jim Chapman e riuscì a vincere le elezioni. Negli anni successivi Sandlin venne riconfermato per altri tre mandati, finché nel 2004 il suo distretto congressuale venne ridefinito includendo un elettorato maggiormente favorevole ai repubblicani; candidatosi per la rielezione, Sandlin fu sconfitto con ampio margine di scarto dall'avversario repubblicano Louie Gohmert.
Durante la sua permanenza al Congresso, Sandlin si configurò come un democratico moderato, di vedute centriste.
Dopo il primo matrimonio, Sandlin sposò in seconde nozze la collega deputata Stephanie Herseth, rappresentante dello stato del Dakota del Sud.